# Robot Entertainment
Robot Entertainment är ett spelföretag som bildades av grundarna av Ensemble Studios, som stängdes ned av Microsoft. Robot Entertainment ansvarar för tillfället för att uppdatera och underhålla Halo Wars och Age of Empires-serien, samt jobbar på ett projekt till PC och/eller Xbox 360 för Microsofts räkning.